# فرانز بيشوف
فرانز بيشوف (بالإنجليزية: Franz Bischoff)‏ هو فنان ورسام أمريكي، ولد في 14 يناير 1864 في Kamenický Šenov ‏ في التشيك، وتوفي في 5 فبراير 1929 في سووث باسادينا في الولايات المتحدة.